# Bec de coral porpra
El bec de coral porpra (Granatina ianthinogaster) és un ocell de la família dels estríldids (Estrildidae).

## Hàbitat i distribució
Habita matollars xèrics de l'estrem est de Sudan del Sud, sud i est d'Etiòpia i Somàlia, cap al sud, a través de l'est d'Uganda i Kenya fins al sud de Tanzània.